# Hovtashat
Hovtashat là một đô thị thuộc tỉnh Ararat, Armenia. Dân số ước tính năm 2011 là 3586 người. Đô thị này thuộc vùng đô thị Yerevan.